# Vlag van Bladel

De vlag van Bladel

De vlag van Bladel werd op 27 november 1997 door de gemeenteraad aangenomen als de vlag van de Noord-Brabantse gemeente Bladel. De vlag is gebaseerd op het wapen van Bladel en op de vlag van Hoogeloon, Hapert en Casteren, waar de vlag grote overeenkomsten mee heeft.

## Omschrijving
De vlag wordt officieel als volgt omschreven:
Broekkepersgewijs verdeeld in zwart, geel, rood, geel, rood, met in het zwart een in geel en wit verticaal gedeelde sleutel met dubbele baard, met een lengte van 9/10 vlaghoogte.
De vlag is evenals het wapen ontworpen door Jan Melssen, met veranderingen van details door de Hoge Raad van Adel.
Bij het ontwerpen van de vlag zijn de regels van de banistiek aangehouden. Dit houdt in dat de bovenste helft van het wapen terug te vinden is in de broeking, waarbij de sleutels die oorspronkelijk afkomstig zijn uit het wapen van Bladel en Netersel zijn samengevoegd tot een enkele sleutel met dubbele baard (het deel dat in het slot gaat). De kepers, oorspronkelijk afkomstig uit het wapen van Hoogeloon, Hapert en Casteren zijn in de vlucht geplaatst. De scheiding tussen broeking en vlucht volgt de vorm van de kepers in de kleuren geel, rood geel en rood.

## Overeenkomende heraldiek
De volgende wapens en vlaggen hebben, op historische gronden, overeenkomsten met de vlag van Bladel:

De vlag van Hoogeloon, Hapert en Casteren
Wapen van Bladel
Wapen van Hoogeloon, Hapert en Casteren

Alphen-Chaam · Altena · Asten · Baarle-Nassau · Bergeijk · Bergen op Zoom · Bernheze · Best · Bladel · Boekel · Boxtel · Breda · Cranendonck · Deurne · Dongen · Drimmelen · Eersel · Eindhoven · Etten-Leur · Geertruidenberg · Geldrop-Mierlo · Gemert-Bakel · Gilze en Rijen · Goirle · Halderberge · Heeze-Leende · Helmond · 's-Hertogenbosch · Heusden · Hilvarenbeek · Laarbeek · Land van Cuijk · Loon op Zand · Maashorst · Meierijstad · Moerdijk · Nuenen, Gerwen en Nederwetten · Oirschot · Oisterwijk · Oosterhout · Oss · Reusel-De Mierden · Roosendaal · Rucphen · Sint-Michielsgestel · Someren · Son en Breugel · Steenbergen · Tilburg · Valkenswaard · Veldhoven · Vught · Waalre · Waalwijk · Woensdrecht · Zundert